# Stoenești (Argeș, Rumunjska)
Stoenești je općina u županiji Argeș u Rumunjskoj. U općinu spadaju sedam sela Bădeni, Cotenești, Lunca Gârtii, Piatra, Slobozia, Stoenești i Valea Bădenilor.